# Petru Gherghel
Petru Gherghel (ur. 28 czerwca 1940 w Gherăești) – rumuński duchowny katolicki, biskup Jassów w latach 1990–2019.

## Życiorys
Święcenia kapłańskie otrzymał 29 czerwca 1965.

## Episkopat
14 marca 1990 papież Jan Paweł II mianował go biskupem ordynariuszem diecezji Jassów. Sakry biskupiej udzielił mu 1 maja 1990 ówczesny Sekretarz Stanu - Angelo Sodano.
6 lipca 2019 przeszedł na emeryturę.